# Evolved Expendable Launch Vehicle
Evolved Expendable Launch Vehicle (EELV) – program budowy i rozwoju systemów transportu orbitalnego dla United States Air Force (USAF), mający na celu zapewnienie niezawodnego dostępu do kosmosu dla ładunków Ministerstwa Obrony i innych instytucji rządowych USA. Program rozpoczął się w 1994 r. i spowodował zaniechanie stosowania dotychczasowych rakiet Delta II, Atlas II i Titan IV oraz zastąpienie ich i rozwój dwóch nowych systemów rakietowych: Delta IV i Atlas V. Te dwa środki transportu stały się głównym narzędziem umieszczania na orbicie okołoziemskiej satelitów wojskowych. W 2015 r. dopuszczono do programu rakiety Falcon 9. W roku 2019 nazwę programu zmieniono na National Security Space Launch (NSSL) w związku z certyfikacją systemów rakietowych wielokrotnego użytku.

## Historia
Początkowo do programu EELV weszły cztery firmy: Boeing, Lockheed Martin, McDonnell Douglas i Alliant Techsystems. Firmy te otrzymały fundusze na prace nad rozwojem nowych systemów rakietowych. W 1997 r. Boeing i McDonnell Douglas (producent rakiet Delta) połączyły się.
W 1998 r. Boeing i Lockheed Martin otrzymały pierwsze kontrakty na starty swoich rakiet: Boeing na 19 startów za kwotę 1,38 mld USD, Lockheed Martin na 9 startów za 0,65 mld USD. W 2003 r. USAF przesunął, wraz z funduszami, 7 startów Delty IV na Atlasa V.
W 2012 r. USAF zapowiedział otwarcie programu EELV na rynek producentów rakiet i wprowadzenie począwszy od 2015 r. współzawodnictwa. Przewidywano złożenie następnego całościowego zamówienia, który obejmowałby 36 startów w wykonaniu spółki United Launch Alliance (ULA) (założonej w 2006 r. przez firmy Boeing i Lockheed Martin do obsługi EELV), natomiast 14 w ramach otwartego współzawodnictwa.
W 2015 r. rakieta Falcon 9 firmy SpaceX otrzymała certyfikat USAF, a w 2016 r. podpisano pierwszy kontrakt.

## Rakiety wchodzące w skład EELV

### Atlas V
Rakieta produkowana przez firmę Lockheed Martin, operacje startowe przeprowadza spółka ULA. Produkowana jest w kilkunastu wersjach różniących się osiągami. Największa może umieścić 18,8 t na LEO lub 8,9 t na GTO. Pierwszy start odbył się w 2002 r.

### Delta IV
Rakieta produkowana przez firmę Boeing, operacje startowe przeprowadza spółka ULA. Również produkowana jest w większej liczbie wersji, przy czym najcięższa, Delta IV Heavy (Delta IVH), może umieścić 28,8 t na LEO lub 14,2 t na GTO. Pierwszy start odbył się 2002 r., wersji Heavy w 2004 r.

### Falcon 9
Rakieta firmy SpaceX, która została certyfikowana do EELV w 2015 r. Pierwotnie była przeznaczona do obsługi programu Commercial Resupply Services finansowanego przez NASA w celu zabezpieczenia zaopatrzenia Międzynarodowej Stacji Kosmicznej. Jest ciągle udoskonalana, w związku z tym jej osiągi zmieniają się, i w 2016 r. mogła ona umieścić na LEO 22,8 t, a na GTO 8,3 t. Pierwszy start w ramach EELV przewidziany jest w maju 2018 r., zostanie wówczas wyniesiony na orbitę satelita GPS-3.

### Falcon Heavy
Superciężka rakieta nośna wytwarzana i obsługiwana przez amerykańską firmę SpaceX. Rakieta wykorzystuje 3 pierwsze człony rakiety Falcon 9. Zdolność wynoszenia to 63,8 t na LEO lub 26,7 na GTO. 